# Philip Bosco
Philip Bosco, född 26 september 1930 i Jersey City, New Jersey, död 3 december 2018 i Haworth i Bergen County, New Jersey, var en amerikansk skådespelare. Bosco medverkade bland annat i filmer som Ombytta roller (1983), Hem dyra hem (1986), Working Girl (1988), Före detta fruars klubb (1996) och Familjen Savage (2007).

## Filmografi i urval
- 1983 – Ombytta roller
- 1986 – Hem dyra hem
- 1987 – Misstänkt
- 1987 – Tre män och en baby
- 1988 – Working Girl
- 1990 – Snabba pengar
- 1991 – FX 2 - livsfarlig illusion
- 1992 – Ärligt talat
- 1994 – Nobody's Fool
- 1995 – Två skall man vara
- 1996 – Före detta fruars klubb
- 1997 – Harry bit för bit
- 1997 – Min bäste väns bröllop
- 2000 – Wonder Boys
- 2000 – Shaft
- 2001 – Kate & Leopold
- 2005 – Hitch - din guide till en lyckad date
- 2007 – Familjen Savage